# Geniokrati
Geniokrati er en styreform grundlagt af Raël (Stifter af Den Raëlske Bevægelse) i 1977. Det går ud på, at individer med en meget høj IQ, samt talenter indenfor problemløsning, kreativitet og politik bliver demokratisk valgt. Individet bliver derefter sat til opgave at styre samfundet. Raël mener, at en stat styret af et geni ville kunne have en positiv effekt på os alle, da en person med en højere IQ bedre kan løse samfundets problemer bedre, end en person af lavere IQ.